# Bélgica en los Juegos Olímpicos de Barcelona 1992
Bélgica estuvo representada en los Juegos Olímpicos de Barcelona 1992 por un total de 68 deportistas que compitieron en 18 deportes.  
El portador de la bandera en la ceremonia de apertura fue el tirador Frans Peeters.

## Medallistas
El equipo olímpico belga obtuvo las siguientes medallas:
| Nombre           | Deporte          | Competición       |
| ---------------- | ---------------- | ----------------- |
| Oro              |                  |                   |
| —                |                  |                   |
| Plata            |                  |                   |
| Annelies Bredael | Remo             | Scull ind (W1x) F |
| Bronce           |                  |                   |
| Cédric Mathy     | Ciclismo en ruta | Ruta M            |
| Heidi Rakels     | Judo             | –66 kg F          |